# Untereulenthal
Untereulenthal ist ein Stadtteil von Geisenfeld im oberbayerischen Landkreis Pfaffenhofen an der Ilm. Die Einöde liegt circa zwei Kilometer westlich von Geisenfeld und ist über die Kreisstraße PAF 31 zu erreichen.
Am 1. Juli 1971 wurde Untereulenthal als Ortsteil der bis dahin selbständigen Gemeinde Unterpindhart in die Stadt Geisenfeld eingegliedert.